# Rendimiento (economía)
Rendimiento, en economía, hace referencia al resultado deseado efectivamente obtenido por cada unidad que realiza la actividad económica.
- En agricultura y economía agraria, rendimiento de la tierra o rendimiento agrícola es la producción dividida entre la superficie. La unidad de medida más utilizada es la Tonelada por Hectárea (Tm/Ha). Un mayor rendimiento indica una mejor calidad de la tierra (por suelo, clima u otra característica física) o una explotación más intensiva, en trabajo o en técnicas agrícolas (abonos, regadío, productos fitosanitarios, semillas seleccionadas -transgénicos-, etc.). La mecanización no implica un aumento del rendimiento, sino de la rapidez en el cultivo, de la productividad (se disminuye la cantidad de trabajo por unidad de producto) y de la rentabilidad (se aumenta el ingreso monetario por unidad invertida).

- En un contexto empresarial, se usa más habitualmente el concepto de rentabilidad económica, donde el término unidad puede referirse a un individuo, un equipo, un departamento o una sección de una organización.